# Alūksne
Alūksne és un poble a la riba del llac Alūksne, en el municipi Alūksne a Letònia, prop de la frontera amb Estònia i Rússia. Alūksne és la ciutat més elevada de Letònia, localitzada a l'altiplà de Vidzeme, a 217 metres sobre el nivell del mar. La gran altura de la ciutat afecta la disposició social i física del lloc.

## Ciutats agermanades
- Joniškis, Lituània[2]

## Galeria

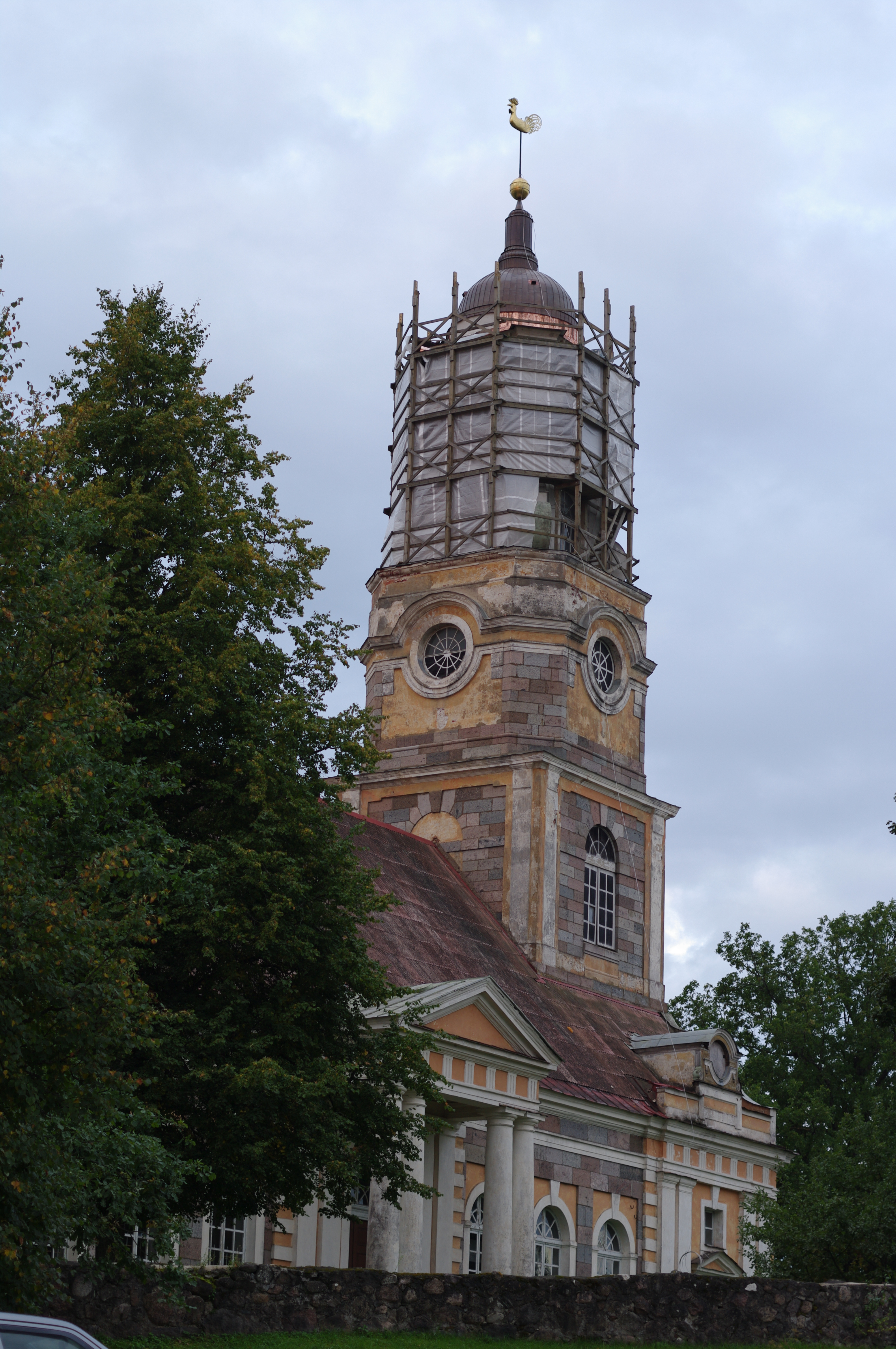
Església luterana d'Alūksne
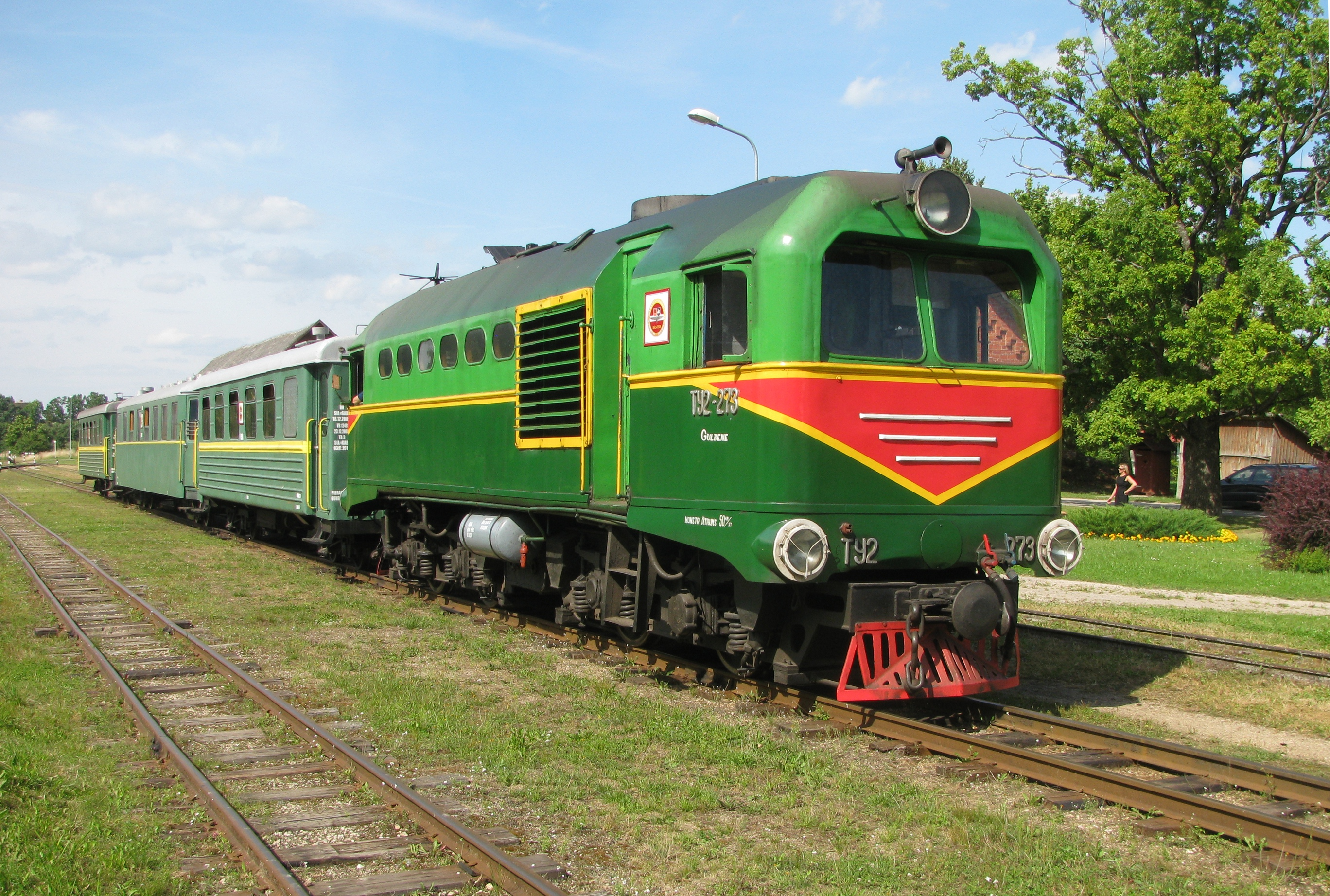
Ferrocarril estret d'Alūksne
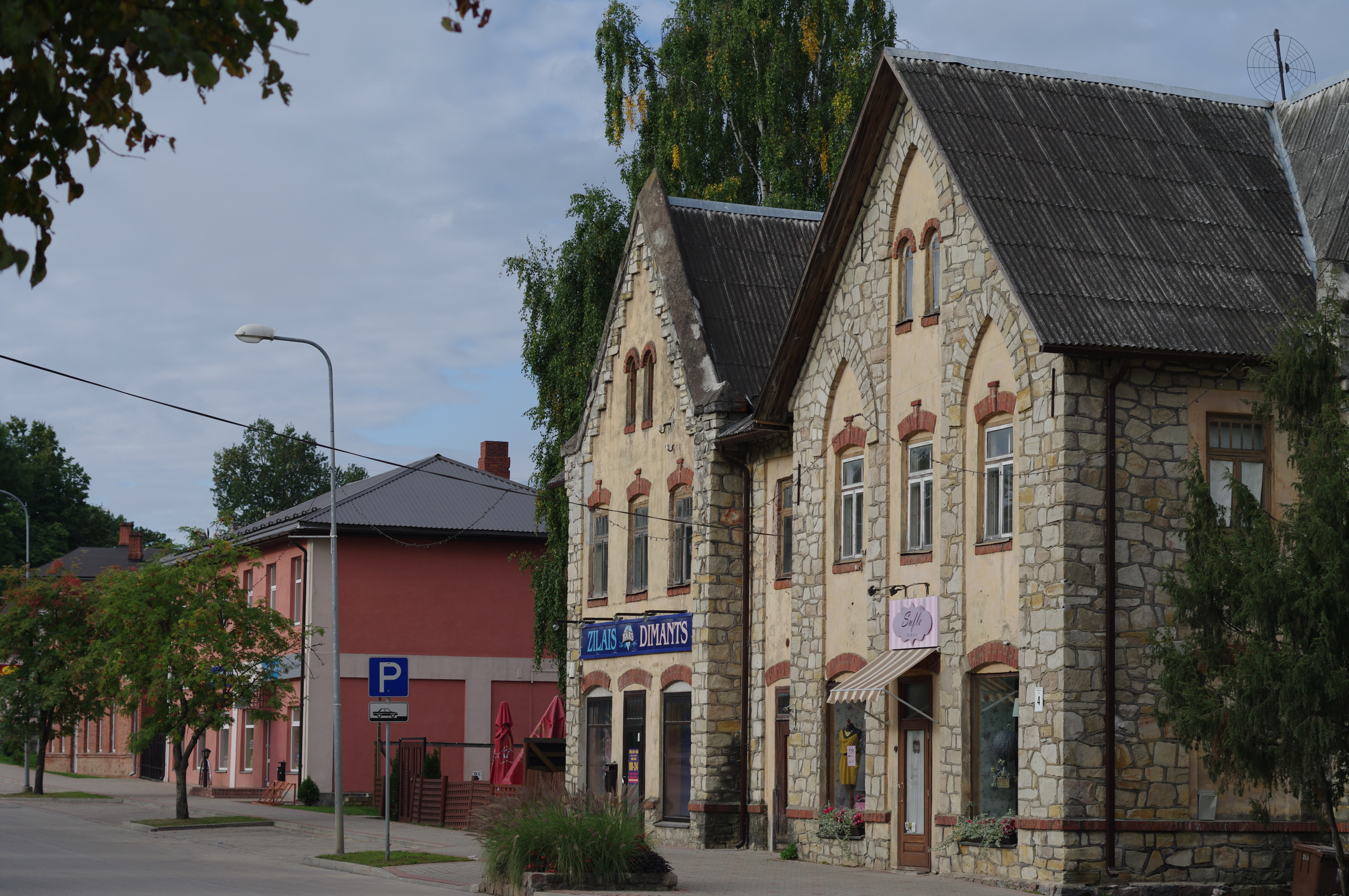
Centre de la població d'Alūksne
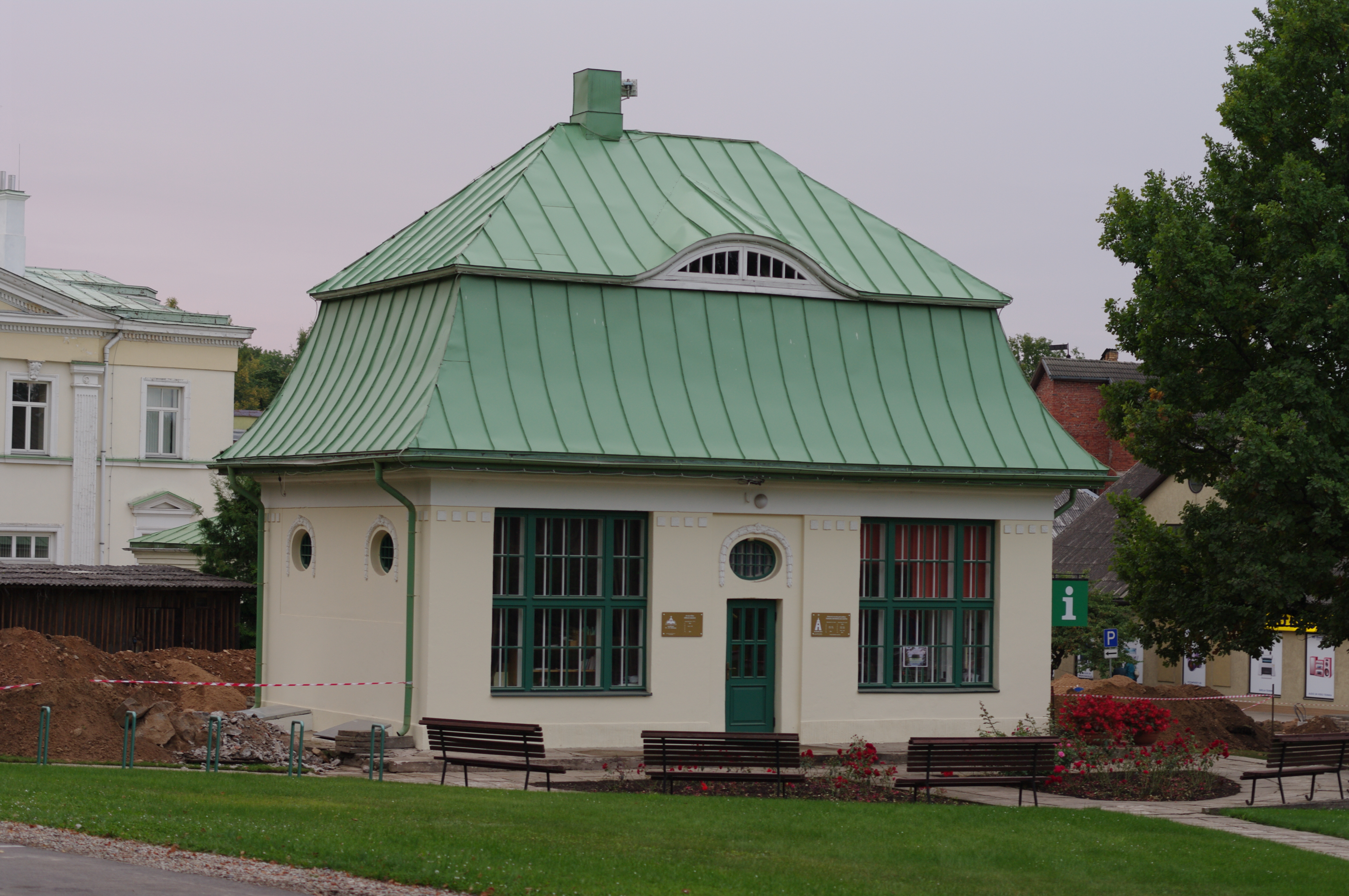
Museu de la Bíblia d'Alūksne
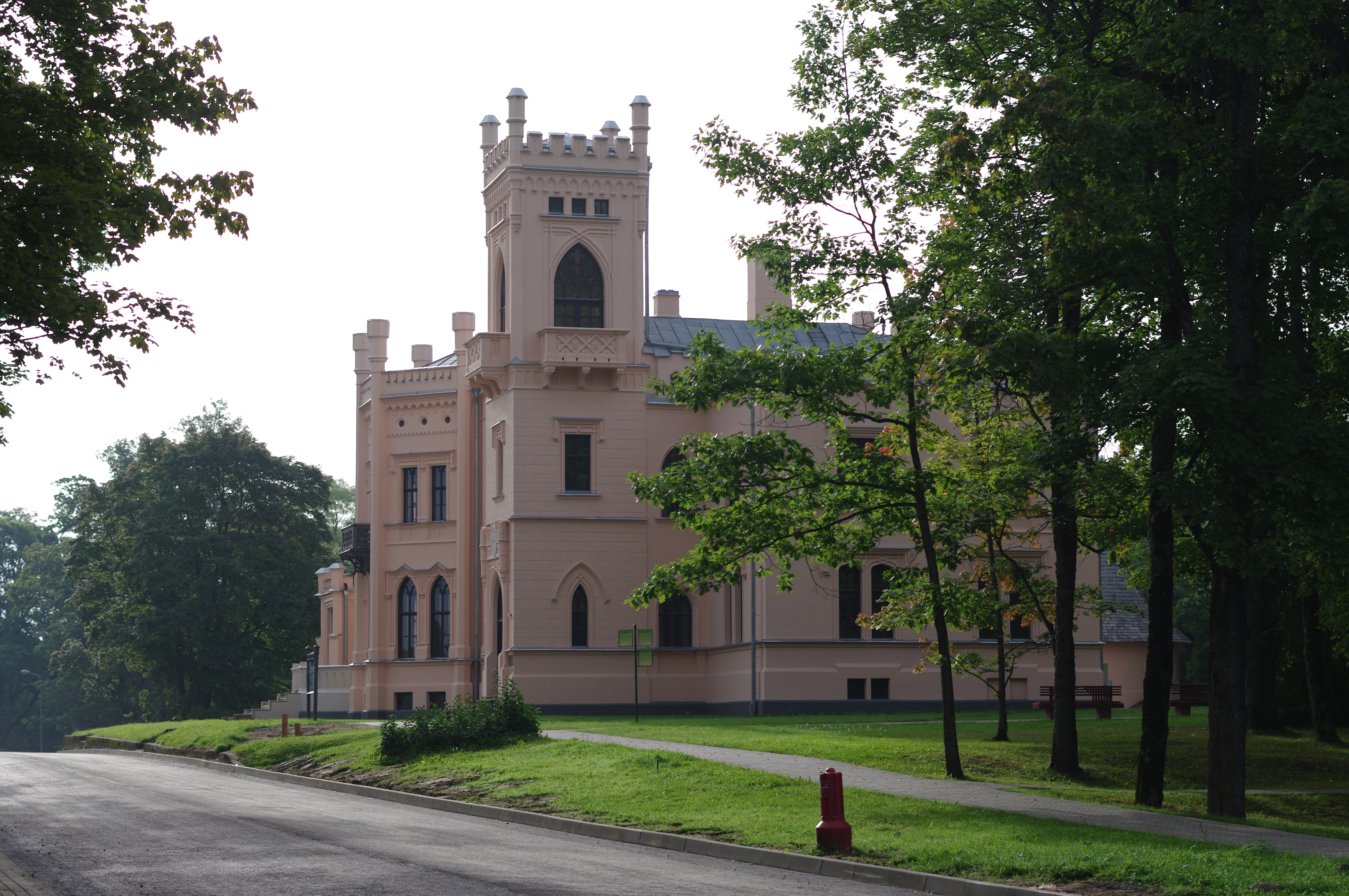
Castell Nou d'Alūksne
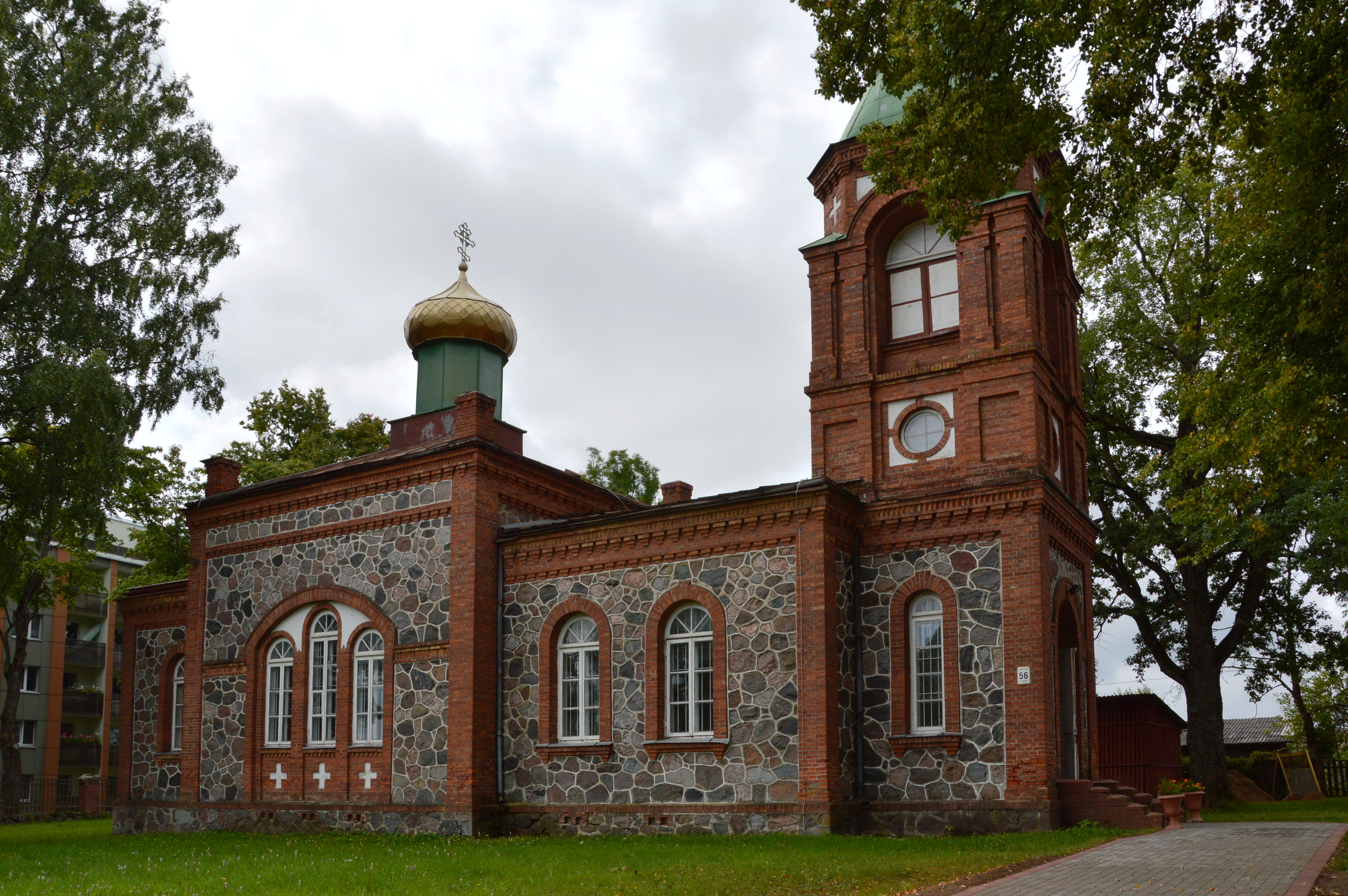
Església ortodoxa d'Alūksne
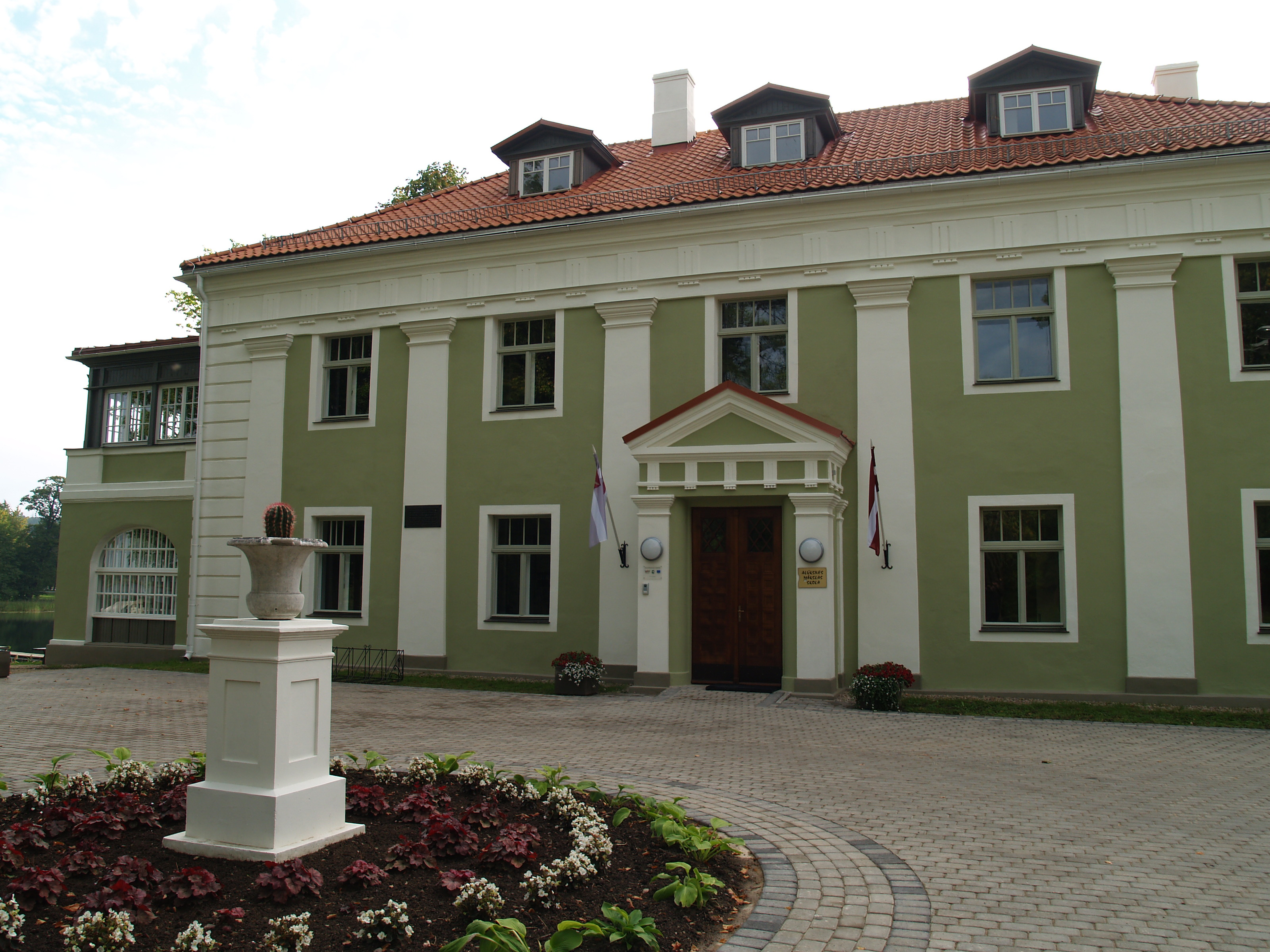
Escola d'Art d'Alūksne
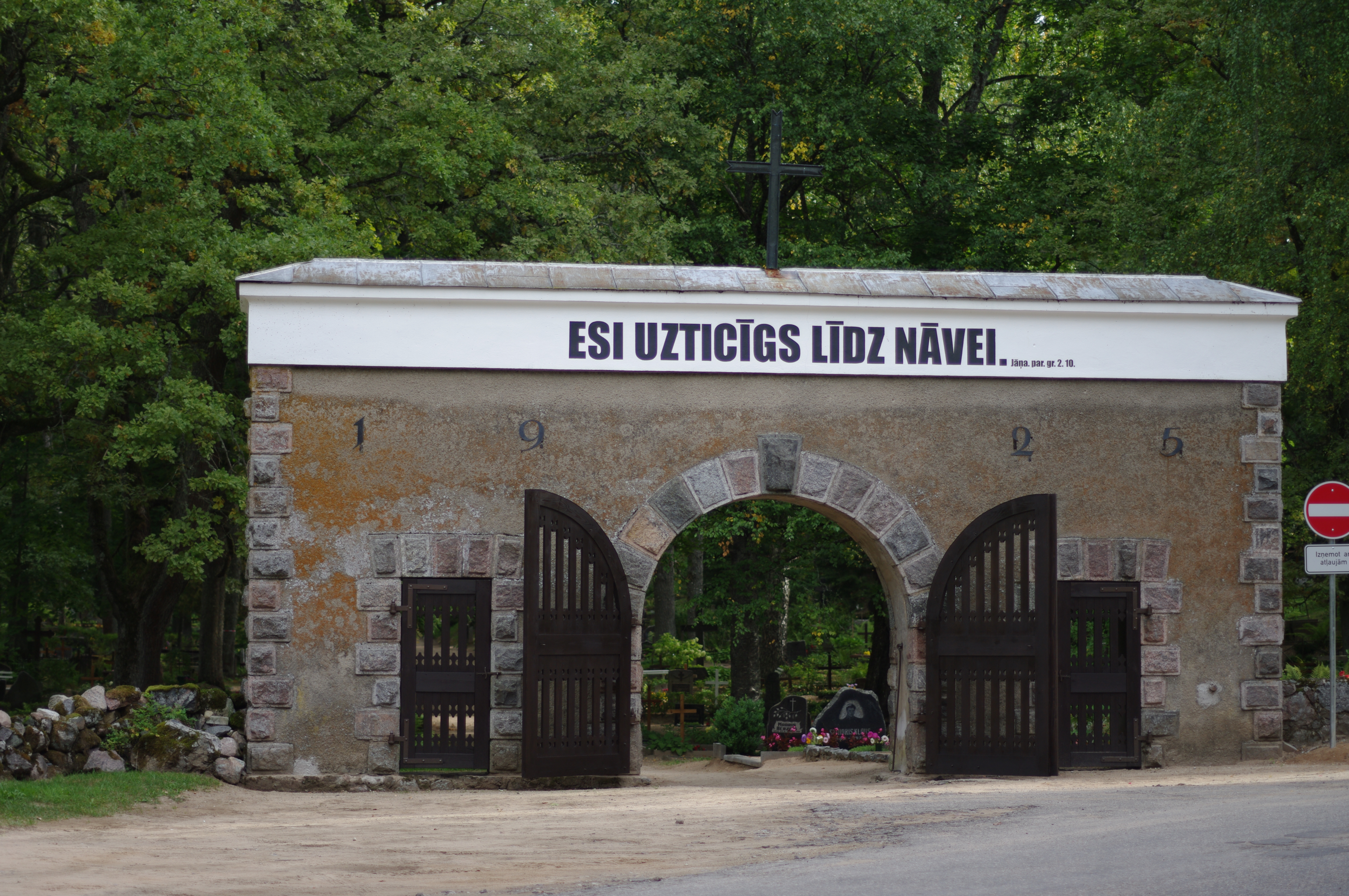
Cementiri d'Alūksne
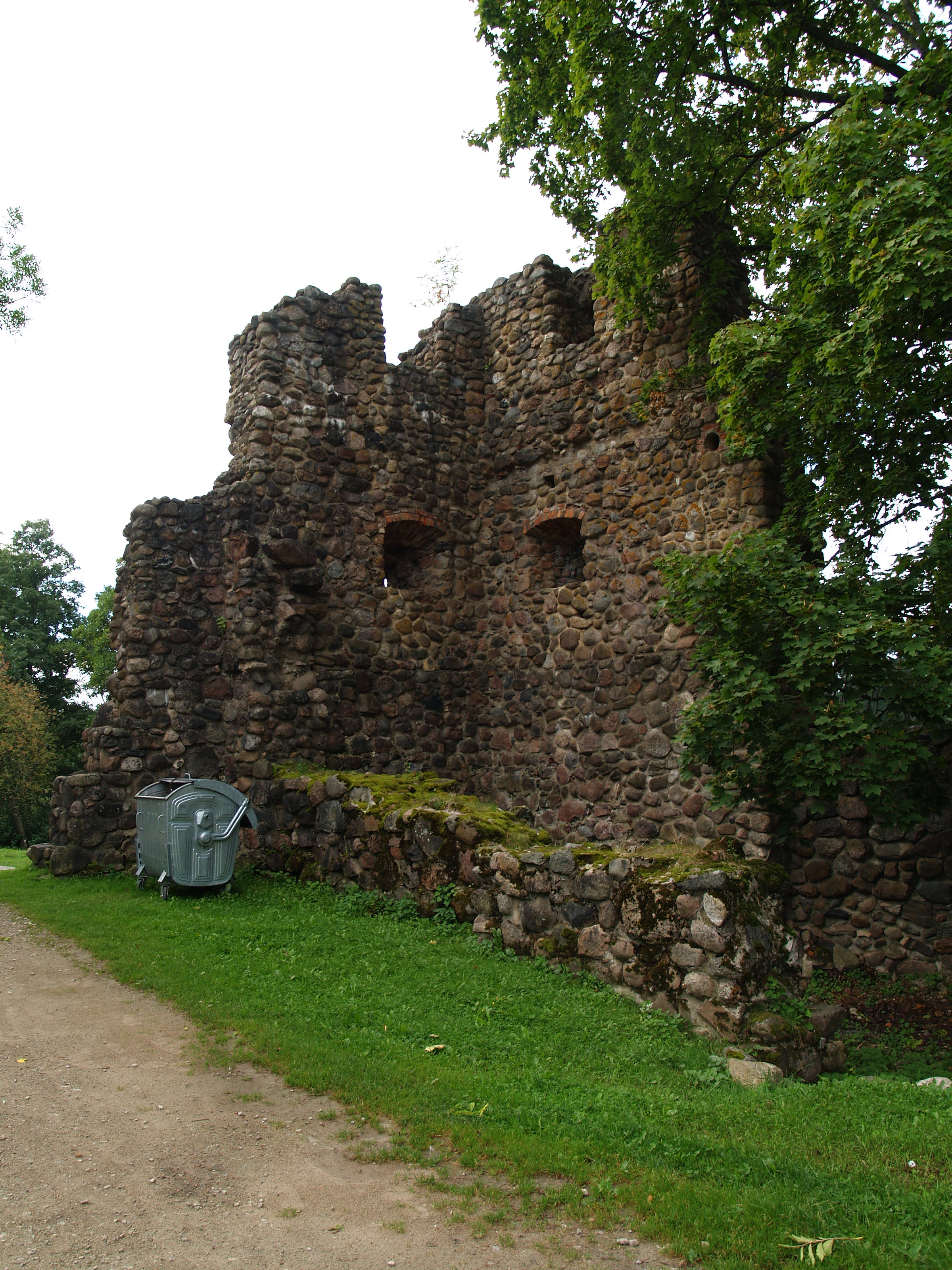
Ruïnes del castell d'Alūksne